# Milovan Sikimić
Milovan Sikimić (in serbo Милован Сикимић?; Smederevo, 25 ottobre 1980) è un ex calciatore serbo, di ruolo difensore.

## Biografia
Ha un fratello, Predrag, anch'egli calciatore.

## Carriera

### Club
Tra il 2002 ed il 2007 ha giocato 46 partite (con 2 gol segnati) nella prima divisione francese e 102 partite (con 3 gol segnati) nella seconda divisione francese con il Guingamp, club con cui gioca anche 2 partite in Intertoto.
Tra il 2007 ed il 2009 ha giocato 7 partite nella prima divisione serba con il Partizan, con cui ha anche giocato 2 partite nei turni preliminari della UEFA Champions League 2008-2009 ed una partita nella Coppa UEFA 2007-2008.
Nella stagione 2009-2010 ha giocato ulteriori 29 partite (con 2 gol segnati) nella seconda divisione francese con lo Strasburgo; in seguito, ha anche giocato 6 partite nella prima divisione cipriota con l'Apollōn Limassol.

## Palmarès

### Club

#### Competizioni nazionali
- Campionato serbo: 2

Partizan: 2007-2008, 2008-2009
- Coppa di Serbia: 2

Partizan: 2007-2008, 2008-2009